# Замок Нодар
Замок Нодар (порт. Castelo de Noudar) — средневековая крепость в Португалии в деревне Нодар, округ Бежа. Расположен у границы с Испанией на высоком холме, на левом берегу реки Гвадиана.

## История
По археологическим свидетельствам окрестности Нодара стали осваиваться человеком с начала римского господства. В период мусульманского владычества, примерно в Х или XI веке, на высоком холме над рекой Гвадиана был построен небольшой форт или башня, чтобы контролировать торговые пути к городу Бежа.
Во время Реконкисты на Пиренейском полуострове, после 1167 года, область была завоевана португальскими войсками под командованием Гонсалу Мендеша да Майи. Позже, в 1253 году, поселок Нодар получил грамоту от короля Альфонсо X Кастильского, по которой он, наряду с другими населенными пунктами на левом берегу Гвадианы, был включен в приданое инфанты Беатрис, выданной за Афонсу III.
Нодар окончательно перешел к португальской короне в соответствии с договором 1295 года, который установил мир между Динишем I (1279—1325) и Фердинандом IV Кастильским. В декабре того же года был утвержден новый фуэрос Нодара, по которому поселок отходил Ависскому ордену, при условии, что мастера ордена обустроят в нем полноценный замок. По данным хроники, 1 апреля 1308 года строительство замка было завершено под руководством мастера Лоуренсу Афонсу.
В течение более двух столетий замок не укреплялся и не реконструировался, из-за чего в период войны за независимость был без особого труда захвачен испанцами. Замок и окрестности были возвращены Португалии (вместе с Колония-дель-Сакраменто в Южной Америке) по условиям Второго Утрехтского договора 6 февраля 1715 года.
К 1825 году из-за оттока населения в ближайшие города поселок Нодар почти обезлюдел и превратился в небольшую деревню. В конце века замок был продан на аукционе частному владельцу, Жуану Баррозу Домингешу (1893).
23 июня 1910 года руины замка были объявлены национальным памятником.
В 1980-х годах в замке были проведены археологические исследования под руководством Клаудиу Торреша, в ходе которых были также реконструированы церковь и два других здания. Лишь в 1997 году местные власти смогли приобрести памятник и начали программу его реставрации и привлечения в регион туристов.

## Архитектура
Замок имеет шестиугольную планировку и условно делится на две части — цитадель и стену деревни. Цитадель четырехугольной формы, в высоту около 18 метров, увенчанная зубцами. Стена укреплена десятью башнями и башенками, главная из которых защищает главные ворота. Внутри стены находится Церковь Богоматери в изгнании (Igreja da Nossa Senhora do Desterro), перестроенная в 1980-х годах в Дом губернатора.

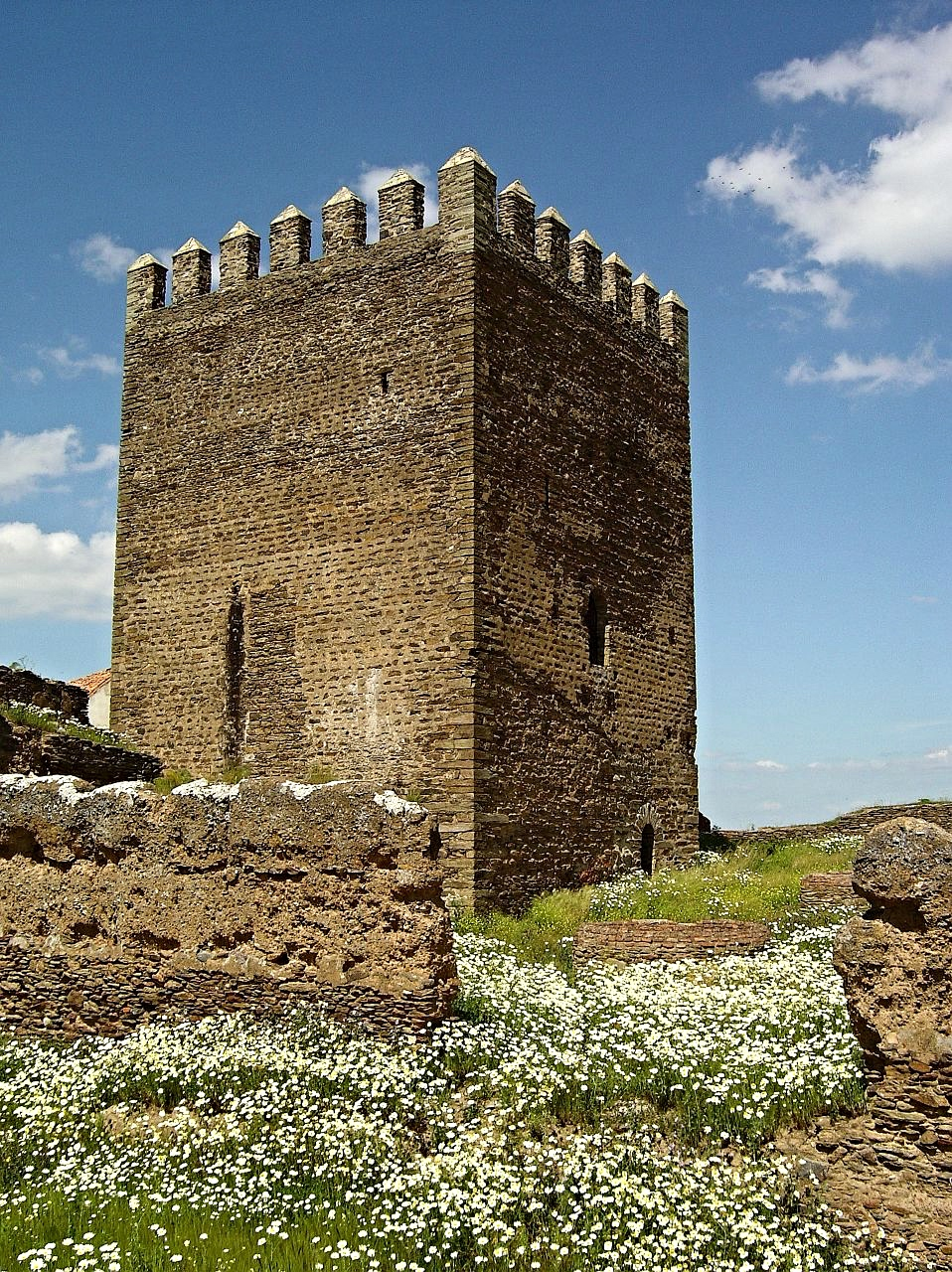
Одна из башен замка.
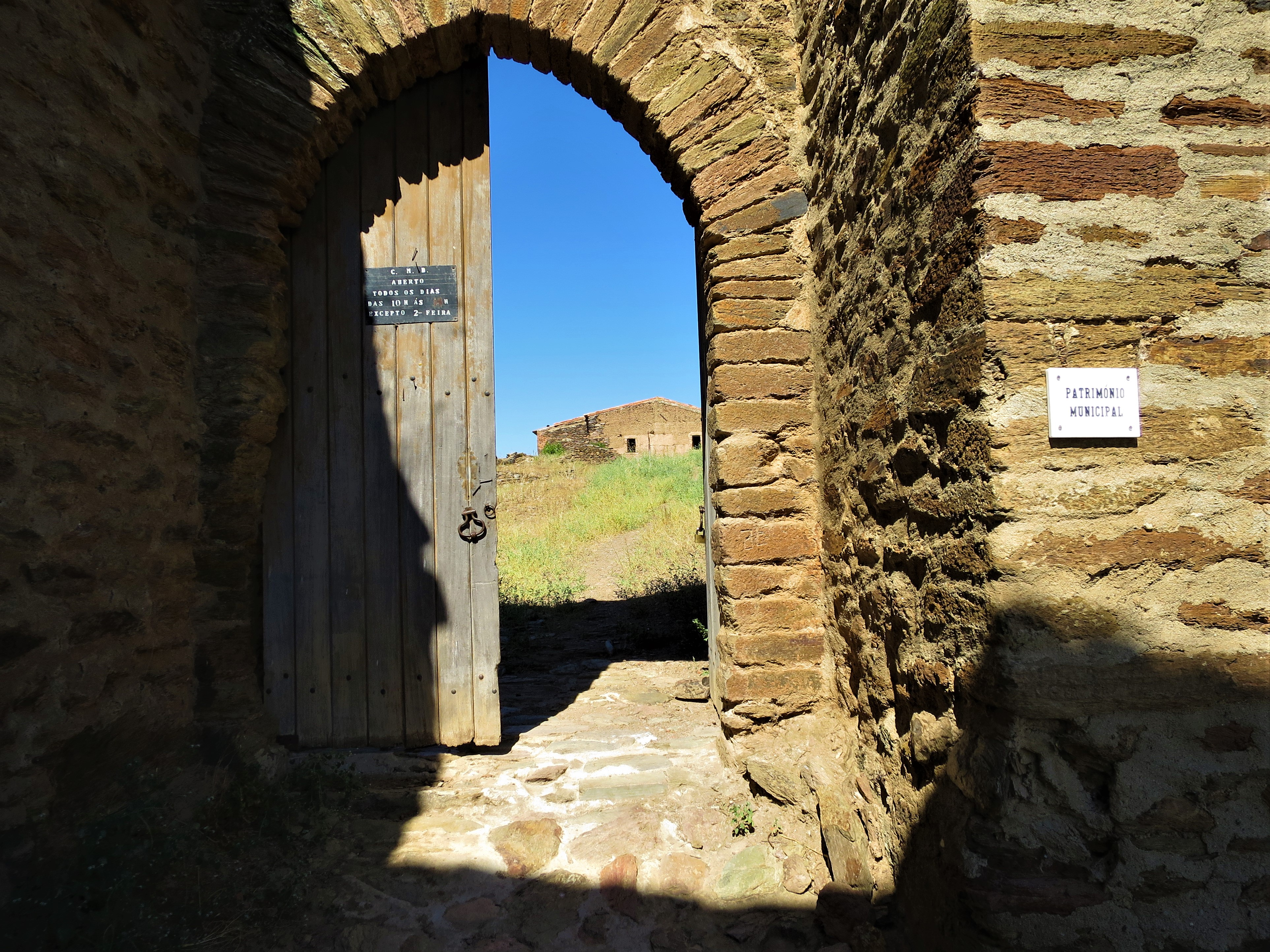
Ворота замка Нодар.
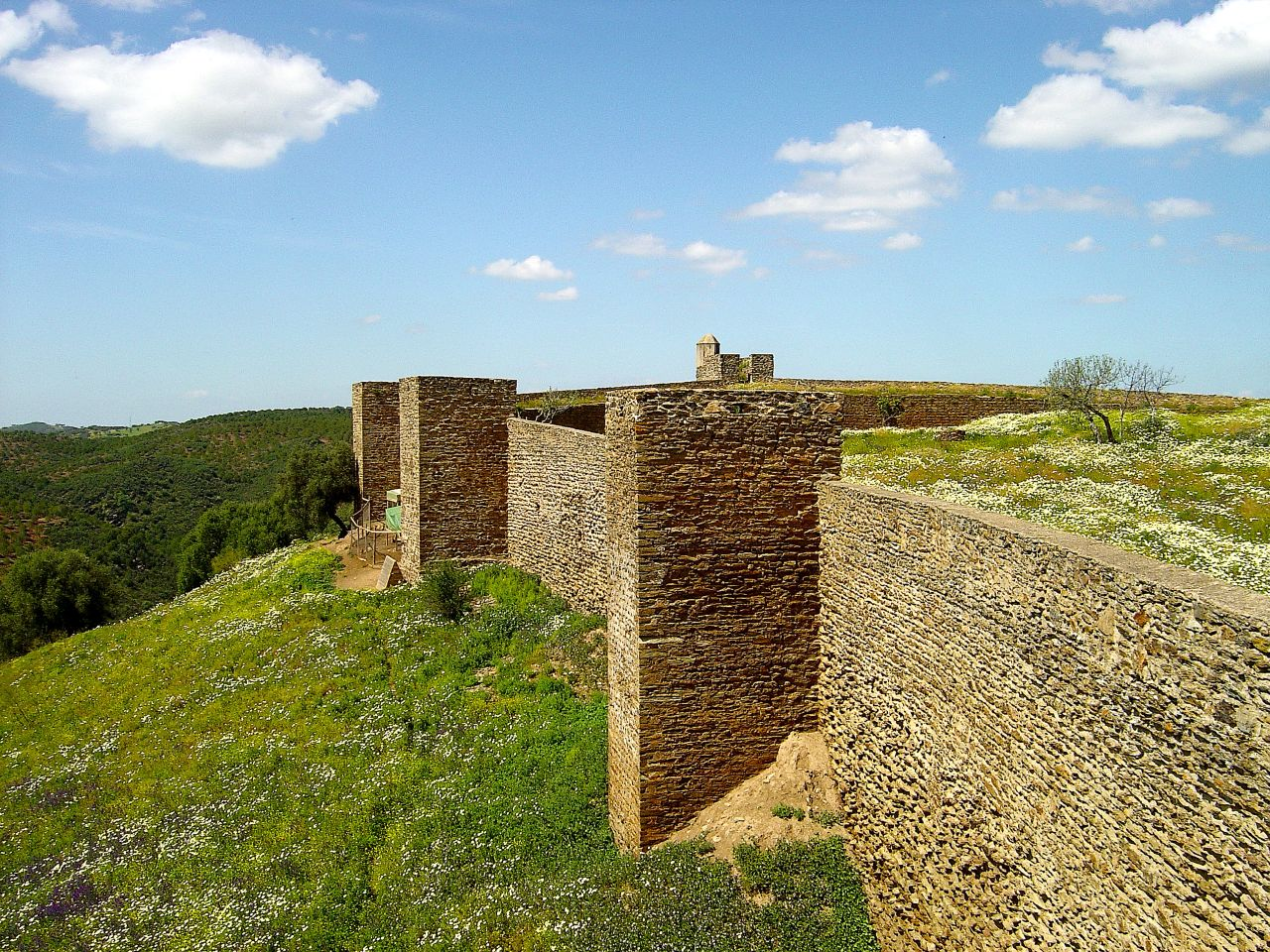
Вид на стену и башни замка.